# Elements of Life
Elements of Life es el quinto álbum en solitario así como el tercer álbum de estudio del productor de trance DJ Tiësto. El álbum, lanzado al mercado el 16 de abril de 2007, contiene colaboraciones de Maxi Jazz, el cantante de Faithless y quien canta en el sencillo Dance4Life; de Jes Brieden, perteneciente al proyecto Motorcycle de Gabriel & Dresden y vocalista del sencillo Everything; de Julie Thompson, perteneciente al proyecto Holden & Thompson y quién canta en el sencillo Do You Feel Me; así como de Charlotte Martin, Christian Burns y BT con vocalizaciones en otros distintos sencillos.
La producción del álbum es en su totalidad hecha por Tiësto. Sin embargo, en su composición, colabora con D.J. Waakop Reijers-Fraaij, Geert Huinink y Daniël Stewart.
El álbum tuvo un lanzamiento doble pues salió al mercado en dos ediciones distintas para su versión internacional. Una "edición estándar" con un total de once sencillos y un bonus track; así como de una "edición limitada", compuesta por las mismas doce pistas de la edición estándar, más un segundo disco con tres remixes.
"Dance4life" fue el primer sencillo del álbum, seguido de "In the Dark" y posteriormente de "Break My Fall". El cuarto sencillo lanzado para el álbum fue "Sweet Things". Elements of Life es el álbum de estudio de DJ Tiësto que ha integrado el mayor número de colaboraciones vocales y los sencillos lanzados han sido precisamente aquellos caracterizados por el acompañamiento vocal.
En diciembre de 2007, se anunció la nominación del álbum en la categoría de "Best Electronic/Dance Album" de los Premios Grammy.

## Lista de canciones

### Edición Estándar
| N.º | Título                                 | Duración |  |
| 1.  | «Ten Seconds Before Sunrise»           | 7:31     |  |
| 2.  | «Everything» (feat JES)                | 7:03     |  |
| 3.  | «Do You Feel Me?» (Julie Thompson)     | 6:05     |  |
| 4.  | «Carpe Noctum»                         | 7:05     |  |
| 5.  | «Driving to Heaven»                    | 4:44     |  |
| 6.  | «Sweet Things» (feat Charlotte Martin) | 5:42     |  |
| 7.  | «Bright Morningstar»                   | 8:19     |  |
| 8.  | «Break My Fall» (feat BT)              | 7:14     |  |
| 9.  | «In the Dark» (feat Christian Burns)   | 4:36     |  |
| 10. | «Dance4life» (feat Maxi Jazz)          | 5:21     |  |
| 11. | «Elements Of Life»                     | 8:25     |  |
| 12. | «He's a Pirate» (Bonus Track)          | 7:02     |  |

El bonus track «He's a Pirate» es un remix de la música temática, compuesta por Klaus Badelt y producida por Hans Zimmer, para la película Pirates of the Caribbean: The Curse of the Black Pearl dirigida por Gore Verbinski.

### Edición Limitada
La edición limitada contiene dos discos. El primero es el mismo CD de la Edición Estándar, mientras que el segundo incluye 3 remixes de temas de Tiësto.

#### Disco 1
1. "Ten Seconds Before Sunrise" - 7:31
2. "Everything" feat. JES - 7:03
3. "Do You Feel Me" feat. Julie Thompson - 6:05
4. "Carpe Noctum" - 7:05
5. "Driving to Heaven" - 4:44
6. "Sweet Things" feat. Charlotte Martin - 5:42
7. "Bright Morningstar" - 8:19
8. "Break My Fall" feat. BT - 7:14
9. "In the Dark" feat. Christian Burns - 4:36
10. "Dance4life" feat. Maxi Jazz - 5:21
11. "Elements of Life" - 8:25
12. "He's a pirate" - 7:02

#### Disco 2
1. "Everything (Acoustitc Version)" - 3:34
2. "Dance4life (Fonzerelli Remix)" - 7:48
3. "Lethal Industry mix(Richard Durand Remix)" - 8:41

## Posiciones, ventas y certificaciones
| País                                    | Proveedor                          | Posición Máxima | Certificación | Ventas |
| --------------------------------------- | ---------------------------------- | --------------- | ------------- | ------ |
| Austria                                 | Media Control Europe               | 44              |               |        |
| Estados Unidos (Top 200)                | Billboard                          | 71              |               | 72,000 |
| Estados Unidos (Top Electronic Albums)  | Billboard                          | 1               |               | 72,000 |
| Estados Unidos (Top Digital Albums)     | Billboard                          | 8               |               | 72,000 |
| Estados Unidos (Top Independent Albums) | Billboard                          | 7               |               | 72,000 |
| Bélgica                                 | IFPI/Ultratop                      | 3               | Oro           | 25,000 |
| Finlandia                               | GLF                                | 40              |               |        |
| Grecia                                  | IFPI                               | 1               |               |        |
| Hungría                                 | IFPI                               | 3               | Oro           | 6,000  |
| Irlanda                                 | IRMA                               | 5               |               |        |
| México (Top 100 Albums)                 | AMPROFON                           | 13              |               |        |
| México (Top International Albums)       | AMPROFON                           | 8               |               |        |
| Países Bajos                            | Megacharts BV/NVPI                 | 1               | Oro           | 35,000 |
| Noruega                                 | IFPI                               | 26              |               |        |
| Rumania                                 |                                    |                 | Oro           |        |
| Suiza                                   | Media Control Europe               | 77              |               |        |
| Reino Unido                             | BPI/The Official UK Charts Company | 14              |               |        |
| Venezuela                               | Recordland                         | 18              |               |        |

## Elements of Life World Tour 2007-2008
Para la promoción y presentación en vivo del álbum Elements of Life, Tiësto inició un tour alrededor del mundo, en el cual destacaron las presentaciones caracterizadas por los visuales de alta definición, arreglos pirotécnicos y espectáculos de luces. Para representar la temática del álbum, las presentaciones se estructuraron en cuatro fases: Earth, Water, Wind and Fire; cada una con su propia introducción e invitados especiales. El show se ha presentado en por lo menos cuarenta países con una asistencia considerable.
Algunas Presentaciones del EOL World Tour 2007-2008
| País                                              | Lugar                                                                              | Fecha                                       | Guatemala | Grand Tikal Futura Hotel | 7 de febrero de 2007 | Reino Unido | Kings Hall Center, Belfast, Irlanda del Norte. Performance transmitido en Tiësto's Club Life | 30 de marzo de 2007. |
| Suiza                                             | Metro Club, Olten.                                                                 | 13 de abril de 2007.                        |           |                          |                      |             |                                                                                              |                      |
| Polonia                                           | Ludowa Hall, Wroclaw.                                                              | 14 de abril de 2007.                        |           |                          |                      |             |                                                                                              |                      |
| Reino Unido                                       | Alexandra Palace, Londres. Performance transmitido en Tiësto's Club Life           | 20 de abril de 2007.                        |           |                          |                      |             |                                                                                              |                      |
| Italia                                            | Red & Passion Adriatic Arena, Pesaro.                                              | 23 de abril de 2007.                        |           |                          |                      |             |                                                                                              |                      |
| Macedonia                                         | Club Colosseum, Skopie.                                                            | 4 de mayo de 2007.                          |           |                          |                      |             |                                                                                              |                      |
| Mónaco                                            | Le Karement, Monaco.                                                               | 11 de mayo de 2007.                         |           |                          |                      |             |                                                                                              |                      |
| Noruega                                           | Club Russefeber, Oslo.                                                             | 16 de mayo de 2007.                         |           |                          |                      |             |                                                                                              |                      |
| Bélgica                                           | Ethias Arena, Hasselt.                                                             | 19 de mayo de 2007.                         |           |                          |                      |             |                                                                                              |                      |
| Francia                                           | VIP Romm, Cannes.                                                                  | 23 de mayo de 2007.                         |           |                          |                      |             |                                                                                              |                      |
| Eslovenia                                         | Ambasada Gavioli, Isola.                                                           | 25 de mayo de 2007.                         |           |                          |                      |             |                                                                                              |                      |
| Hungría                                           | Syma Arena, Budapest.                                                              | 26 de mayo de 2007.                         |           |                          |                      |             |                                                                                              |                      |
| Países Bajos                                      | Gelredome, Arnhem.                                                                 | 2 de junio de 2007.                         |           |                          |                      |             |                                                                                              |                      |
| Letonia                                           | Ogres Estrade, Ogre.                                                               | 7 de junio de 2007.                         |           |                          |                      |             |                                                                                              |                      |
| Estonia                                           | Saku Suurhall, Tallin.                                                             | 8 de junio de 2007.                         |           |                          |                      |             |                                                                                              |                      |
| Rusia (Cancelado)                                 | Yubileyny Complex, St. Petersburgo.                                                | 9 de junio de 2007.                         |           |                          |                      |             |                                                                                              |                      |
| Portugal                                          | Ribeira do Porto, Oporto.                                                          | 15 de junio de 2007.                        |           |                          |                      |             |                                                                                              |                      |
| Irlanda                                           | The Point, Dublín. Performance transmitido en Tiësto's Club Life                   | 16 de junio de 2007.                        |           |                          |                      |             |                                                                                              |                      |
| Ucrania                                           | EXPO Center, Kiev. Performance transmitido en Tiësto's Club Life                   | 23 de junio de 2007.                        |           |                          |                      |             |                                                                                              |                      |
| Austria                                           | Pyramid City Club, Viena.                                                          | 29 de junio de 2007.                        |           |                          |                      |             |                                                                                              |                      |
| Reino Unido                                       | The Royal Highland Centre, Edimburgo, Escocia.                                     | 30 de junio de 2007.                        |           |                          |                      |             |                                                                                              |                      |
| Líbano                                            | Eddé Sands Hotel & Resort, Biblos.                                                 | 2 de julio de 2007.                         |           |                          |                      |             |                                                                                              |                      |
| Baréin (Cancelado)                                | Marina Club, Manama.                                                               | 4 de julio de 2007.                         |           |                          |                      |             |                                                                                              |                      |
| Jordania                                          | Prana Petra Festival, Petra.                                                       | 5 de julio de 2007.                         |           |                          |                      |             |                                                                                              |                      |
| Dinamarca                                         | Roskilde Festival 2007, Roskilde.                                                  | 7 de julio de 2007.                         |           |                          |                      |             |                                                                                              |                      |
| Estados Unidos                                    | Hammerstein Ballroom, New York.                                                    | 19 de julio de 2007. 20 de julio de 2007.   |           |                          |                      |             |                                                                                              |                      |
| Estados Unidos                                    | Bill Graham Civic Center, San Francisco, California.                               | 28 de julio de 2007.                        |           |                          |                      |             |                                                                                              |                      |
| Estados Unidos                                    | L.A. Sports Arena, Los Ángeles, California.                                        | 11 de agosto de 2007.                       |           |                          |                      |             |                                                                                              |                      |
| España                                            | Privilege, Ibiza.                                                                  | 18 de agosto de 2007. 20 de agosto de 2007. |           |                          |                      |             |                                                                                              |                      |
| Canadá                                            | GM Place, Vancouver.                                                               | 25 de agosto de 2007.                       |           |                          |                      |             |                                                                                              |                      |
| Chile                                             | Arena Santiago, Santiago de Chile.                                                 | 5 de octubre de 2007.                       |           |                          |                      |             |                                                                                              |                      |
| Brasil                                            | Helvetia Music Festival, São Paulo.                                                | 6 de octubre de 2007.                       |           |                          |                      |             |                                                                                              |                      |
| Paraguay                                          | Jockey Club, Asunción.                                                             | 12 de octubre de 2007.                      |           |                          |                      |             |                                                                                              |                      |
| Argentina                                         | Parque Sarmiento, Buenos Aires.                                                    | 13 de octubre de 2007.                      |           |                          |                      |             |                                                                                              |                      |
| Sudáfrica                                         | Mary Fitzgerald Square, Johannesburg.                                              | 20 de octubre de 2007.                      |           |                          |                      |             |                                                                                              |                      |
| Suecia                                            | Nightclub Otten, Norrkoping.                                                       | 31 de octubre de 2007.                      |           |                          |                      |             |                                                                                              |                      |
| Suecia                                            | Münchenbryggeriet, Estocolmo.                                                      | 2 de noviembre de 2007.                     |           |                          |                      |             |                                                                                              |                      |
| Islandia                                          | Broadway, Reykiavik.                                                               | 9 de noviembre de 2007.                     |           |                          |                      |             |                                                                                              |                      |
| Dinamarca                                         | Parken Centre, Copenhague. Performance incluido en Elements of Life World Tour DVD | 10 de noviembre de 2007.                    |           |                          |                      |             |                                                                                              |                      |
| Suiza                                             | Night Tennis @ Pulse 5, Zúrich.                                                    | 15 de noviembre de 2007.                    |           |                          |                      |             |                                                                                              |                      |
| Turquía                                           | CNR Expo Center, Estambul.                                                         | 16 de noviembre de 2007.                    |           |                          |                      |             |                                                                                              |                      |
| Rusia                                             | DK Gorbunova, Moscú.                                                               | 17 de noviembre de 2007.                    |           |                          |                      |             |                                                                                              |                      |
| Lituania                                          | Litexpo, Vilna.                                                                    | 23 de noviembre de 2007.                    |           |                          |                      |             |                                                                                              |                      |
| República Checa                                   | T-Mobile Arena, Praga.                                                             | 24 de noviembre de 2007.                    |           |                          |                      |             |                                                                                              |                      |
| Rumania                                           | Polivalente Hall, Bucarest.                                                        | 1 de diciembre de 2007.                     |           |                          |                      |             |                                                                                              |                      |
| Egipto                                            | Olympic Village, Sharm el Sheikh.                                                  | 2 de diciembre de 2007.                     |           |                          |                      |             |                                                                                              |                      |
| Bielorrusia                                       | Sports Palace, Minsk.                                                              | 7 de diciembre de 2007.                     |           |                          |                      |             |                                                                                              |                      |
| Finlandia                                         | Studio 51, Helsinki.                                                               | 9 de diciembre de 2007.                     |           |                          |                      |             |                                                                                              |                      |
| México                                            | Foro Sol, Ciudad de México.                                                        | 19 de enero de 2008.                        |           |                          |                      |             |                                                                                              |                      |
| Emiratos Árabes                                   | Madinat Arena, Dubái.                                                              | 14 de febrero de 2008.                      |           |                          |                      |             |                                                                                              |                      |
| La India                                          | Gachibowli Stadium, Hyderabad.                                                     | 16 de febrero de 2008.                      |           |                          |                      |             |                                                                                              |                      |
| Países Bajos                                      | Escape Club, Ámsterdam. Premiere Party del Elements of Life World Tour DVD         | 22 de febrero de 2008.                      |           |                          |                      |             |                                                                                              |                      |
| Países Bajos                                      | Trance Energy Festival, Utrecht.                                                   | 23 de febrero de 2008.                      |           |                          |                      |             |                                                                                              |                      |
| Dinamarca                                         | Vega Club, Copenhague. Premiere Party del Elements of Life World Tour DVD          | 28 de febrero de 2008.                      |           |                          |                      |             |                                                                                              |                      |
| Reino Unido                                       | Indig02, Londres. Premiere Party del Elements of Life World Tour DVD               | 29 de febrero de 2008.                      |           |                          |                      |             |                                                                                              |                      |
| China                                             | Whitehead Club, Hong Kong.                                                         | 3 de abril de 2008.                         |           |                          |                      |             |                                                                                              |                      |
| China                                             | GT Banana, Beijing.                                                                | 4 de abril de 2008.                         |           |                          |                      |             |                                                                                              |                      |
| China                                             | M2, Shanghái.                                                                      | 5 de abril de 2008.                         |           |                          |                      |             |                                                                                              |                      |
| Corea del Sur                                     | Club Volume, Seúl.                                                                 | 11 de abril de 2008.                        |           |                          |                      |             |                                                                                              |                      |
| Japón                                             | Ageha, Tokio.                                                                      | 12 de abril de 2008.                        |           |                          |                      |             |                                                                                              |                      |
| Taiwán                                            | Nankang 101, Taipéi.                                                               | 13 de abril de 2008.                        |           |                          |                      |             |                                                                                              |                      |
| Tailandia                                         | The River, Bangkok.                                                                | 17 de abril de 2008.                        |           |                          |                      |             |                                                                                              |                      |
| Tailandia                                         | Club 808, Bangkok.                                                                 | 18 de abril de 2008.                        |           |                          |                      |             |                                                                                              |                      |
| Filipinas                                         | World Trade Center, Manila.                                                        | 19 de abril de 2008.                        |           |                          |                      |             |                                                                                              |                      |
| Indonesia                                         | X2, Yakarta.                                                                       | 20 de abril de 2008.                        |           |                          |                      |             |                                                                                              |                      |
| Indonesia                                         | Double Six Club, Bali.                                                             | 22 de abril de 2008.                        |           |                          |                      |             |                                                                                              |                      |
| Australia                                         | Festival Hall, Melbourne.                                                          | 26 de abril de 2008.                        |           |                          |                      |             |                                                                                              |                      |
| Australia                                         | Festival Hall, Melbourne.                                                          | 27 de abril de 2008.                        |           |                          |                      |             |                                                                                              |                      |
| Australia                                         | Festival Hall, Melbourne.                                                          | 1 de mayo de 2008.                          |           |                          |                      |             |                                                                                              |                      |
| Australia                                         | Festival Hall, Melbourne.                                                          | 2 de mayo de 2008.                          |           |                          |                      |             |                                                                                              |                      |
| Australia                                         | Hordern Pavillion, Sídney.                                                         | 3 de mayo de 2008.                          |           |                          |                      |             |                                                                                              |                      |
| Australia                                         | Hordern Pavillion, Sídney.                                                         | 4 de mayo de 2008.                          |           |                          |                      |             |                                                                                              |                      |
| Malasia                                           | 2 Days Of Freedom Festival, Port Dickson.                                          | 9 de mayo de 2008.                          |           |                          |                      |             |                                                                                              |                      |
| Malasia                                           | 2 Days Of Freedom Festival, Port Dickson.                                          | 10 de mayo de 2008.                         |           |                          |                      |             |                                                                                              |                      |
| Cierre del Elements of Life World Tour 2007-2008. |                                                                                    |                                             |           |                          |                      |             |                                                                                              |                      |

En la tabla anterior, no se muestran la totalidad de presentaciones del Tour; sino aquellas más importantes (acontecidas, canceladas o que estaban por llevarse a cabo).

## Álbum de remix
DJ Tiësto realiza el "álbum de remix" a partir de su álbum de estudio Elements of Life; al igual que lo hizo con su segundo álbum de estudio Just Be. El álbum lleva el nombre de Elements of Life: Remixed.